# جورج نانشوف
جورج نانشوف (بالإنجليزية: George Nanchoff)‏ هو لاعب كرة قدم ومدرب كرة قدم أمريكي في مركز الهجوم، ولد في 17 أبريل 1954 في رسنه في مقدونيا الشمالية. شارك مع منتخب الولايات المتحدة لكرة القدم. أما مع النوادي، فقد لعب مع أتلانتا تشيفز وفورت لودردايل سترايكرز.